# Giovanni Buzzacchi
Giovanni Benedetto Buzzacchi (Medole, 15 ottobre 1836 – Medole, 21 gennaio 1900) è stato un militare e chirurgo italiano,  uno dei Mille.

## Biografia

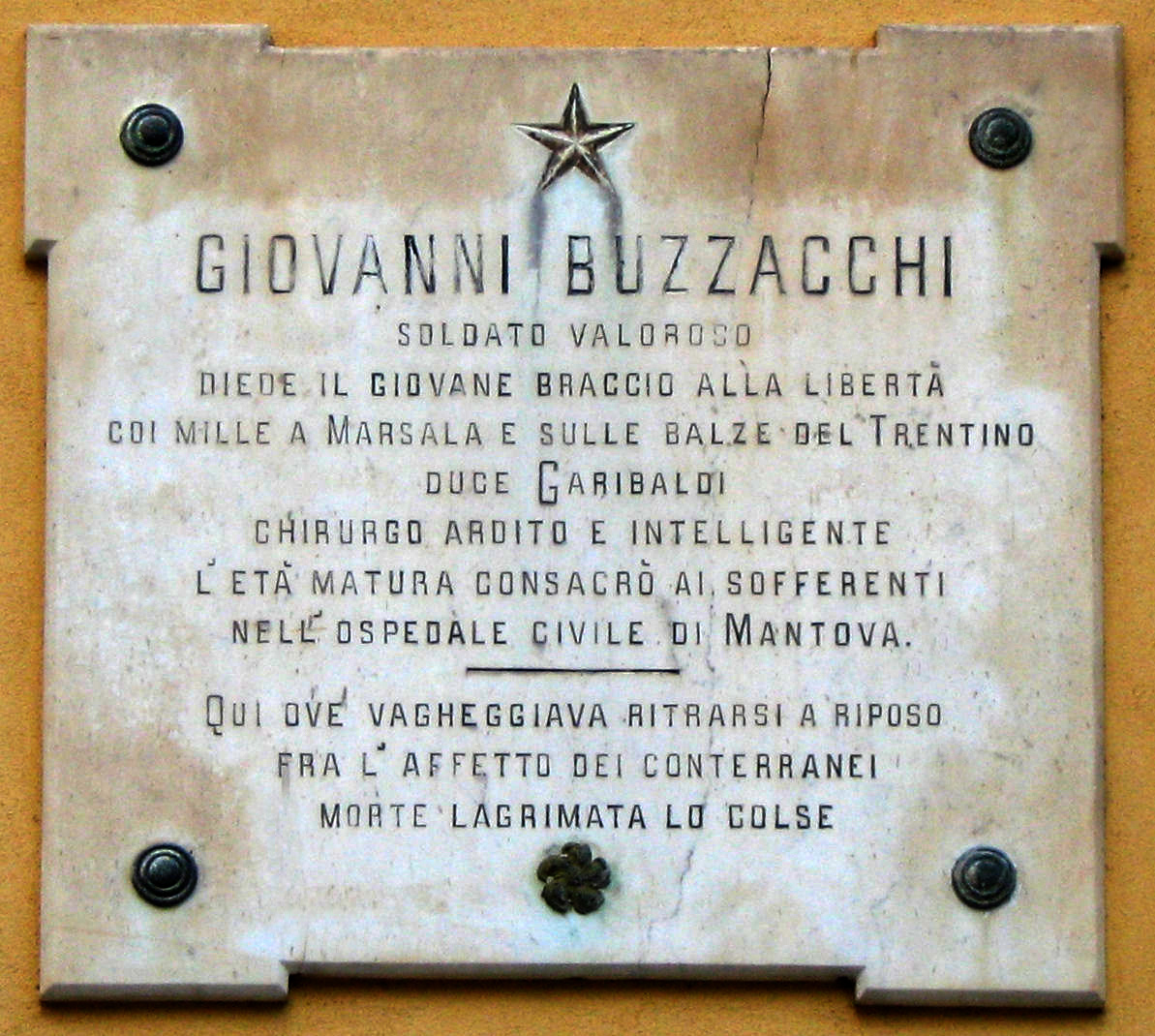
Lapide posta sulla casa natale di Giovanni Buzzacchi

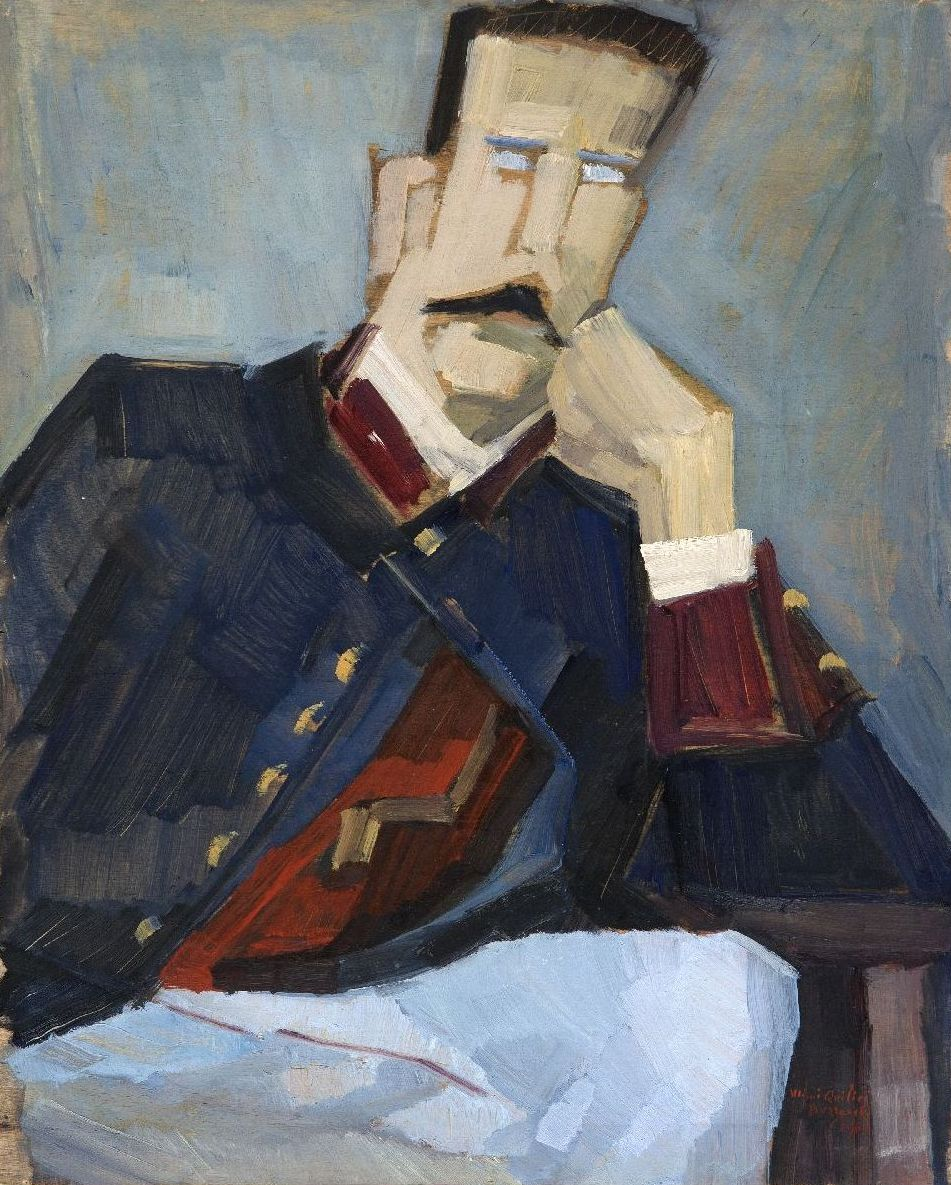
Ritratto di Giovanni Buzzacchi eseguito dalla nipote Mimì Quilici Buzzacchi

Di famiglia agiata, figlio di Benedetto e Paola Morandi, Buzzacchi interruppe gli studi di Medicina all'Università degli Studi di Pavia, insieme al concittadino e amico Pietro Scaratti, per partecipare alla spedizione dei Mille.
Durante la sosta a Talamone venne assegnato alla 7ª Compagnia guidata da Benedetto Cairoli, nella quale combatté a Calatafimi, Palermo e Milazzo, anche intervenendo come medico di campo e dando dimostrazioni di grande abilità chirurgica.
(da una lettera del 4.6.1860 di Giovanni Buzzacchi al padre, durante la presa di Palermo, conservata nel Museo Pavese del Risorgimento)
Rientrato in famiglia concluse gli studi e si dedicò alla professione medica fino alla nuova chiamata di Garibaldi, nel 1866, che lo volle come medico personale e coordinatore del servizio chirurgico del Corpo Volontari Italiani nella campagna trentina, durante la terza guerra di indipendenza.
Tornato definitivamente alla vita civile, sposò Antonia Beffa, dalla quale ebbe sei figli, e divenne primario dell'ospedale civile di Mantova, incarico che mantenne per oltre vent'anni, dove introdusse precocemente le nuove tecniche igieniche di sterilizzazione degli strumenti chirurgici, comprendendo la fondatezza delle teorie di Louis Pasteur.
Morì nella sua casa natale, pochi mesi dopo il suo ritiro a riposo, disponendo che nella propria bara fosse posta la foto di Garibaldi.
Nell'elenco ufficiale dei partecipanti all'impresa, pubblicato sulla Gazzetta Ufficiale del Regno d'Italia del 12 novembre 1878, lo si trova al numero 194.
È il nonno di Mimì Quilici Buzzacchi, madre di Folco Quilici.